# 우은미
우은미(1993년 2월 12일~현재)는 대한민국의 여성 가수다. 2009년 슈퍼스타K 1과 2010년 슈퍼스타K 2에 참가하여 각각 TOP 40과 TOP 50에 진출한 경력이 있으며 슈퍼스타K 2 출신 1호 가수이기도 하다.

## 앨범

### 디지털 싱글
| 앨범 번호 | 앨범 정보                                                         | 트랙 리스트 |
| --------- | ----------------------------------------------------------------- | --- |
| 1         | "Consolation Match" - 발매일: 2010년 9월 28일                     | 1. 부탁해 2. 부탁해 (Inst.) |
| 2         | "Evolution" - 발매일: 2010년 10월 22일                            | 1. 잡아줘요 2. Thank U 3. 잡아줘요 (Inst.) 4. Thank U (Inst.)                                                                         |
| 3         | "자기야" - 발매일: 2011년 12월 23일                               | 1. 자기야 (With. 우재) 2. 자기야 (Inst.)                                                                                              |
| 4         | "연애하고싶어요" - 발매일: 2012년 1월 19일                        | 1. 연애하고싶어요 2. 연애하고싶어요 (Inst.)                                                                                           |
| 5         | "매일 사랑한다고 말해줘" - 발매일: 2012년 1월 31일                | 1. 매일 사랑한다고 말해줘 (With. 박일) 2. 매일 사랑한다고 말해줘 (Inst.)                                                              |
| 6         | "진심으로 누군가를 사랑해 본 적 있나요" - 발매일: 2012년 2월 24일 | 1. 진심으로 누군가를 사랑해 본 적 있나요 2. 연애하고싶어요 3. 진심으로 누군가를 사랑해 본 적 있나요 (Inst.) 4. 연애하고싶어요 (Inst.) |
| 7         | "당신만을 위해 부르는 이 노래" - 발매일: 2012년 3월 14일          | 1. 당신만을 위해 부르는 이 노래 (With. 리디아) 2. 당신만을 위해 부르는 이 노래 (Inst.)                                                |
| 8         | "언제나 한결 같은 사람" - 발매일: 2012년 5월 22일                 | 1. 언제나 한결 같은 사람 2. 언제나 한결 같은 사람 (Inst.)                                                                             |
| 9         | "조금만 곁에 있어줘요" - 발매일: 2012년 10월 17일                 | 1. 조금만 곁에 있어줘요 2. 조금만 곁에 있어줘요 (Inst.)                                                                               |
| 10        | "내 숨이 멈추기 전까지는" - 발매일: 2012년 11월 9일               | 1. 내 숨이 멈추기 전까지는 2. 내 숨이 멈추기 전까지는 (Inst.)                                                                         |
| 11        | "혼자하는 말" - 발매일: 2015년 4월 28일                           | 1. 혼자하는 말 2. 혼자하는 말 (Inst.)                                                                                                 |
| 12        | "바라만봐도 행복했잖아" - 발매일: 2015년 6월 1일                  | 1. 바라만봐도 행복했잖아 2. 바라만봐도 행복했잖아 (Inst.)                                                                             |
| 13        | "하루도 그대가 없다면" - 발매일: 2015년 7월 16일                  | 1. 하루도 그대가 없다면 2. 하루도 그대가 없다면 (Inst.)                                                                               |
| 14        | "한걸음 다가서면" - 발매일: 2015년 8월 17일                       | 1. 한걸음 다가서면 2. 한걸음 다가서면 (Inst.)                                                                                         |
| 15        | "사랑이었는데" - 발매일: 2015년 10월 23일                         | 1. 사랑이었는데 2. 사랑이었는데 (Inst.)                                                                                               |
| 16        | "일년이 지나가도" - 발매일: 2015년 11월 27일                      | 1. 일년이 지나가도 2. 일년이 지나가도 (Inst.)                                                                                         |
| 17        | "아프다 아프다 아프다" - 발매일: 2015년 12월 31일                 | 1. 아프다 아프다 아프다 2. 아프다 아프다 아프다 (Inst.)                                                                               |
| 18        | "사랑해 이 말 하고 싶은데" - 발매일: 2016년 2월 2일               | 1. 사랑해 이 말 하고 싶은데 2. 사랑해 이 말 하고 싶은데 (Inst.)                                                                       |
| 19        | "생각이 안나요" - 발매일: 2016년 3월 14일                         | 1. 생각이 안나요 2. 생각이 안나요 (Inst.)                                                                                             |
| 20        | "괜찮아 오늘도 하는 말" - 발매일: 2016년 4월 25일                 | 1. 괜찮아 오늘도 하는 말 2. 괜찮아 오늘도 하는 말 (Inst.)                                                                             |
| 21        | "행복한 사람이죠" - 발매일: 2016년 6월 10일                       | 1. 행복한 사람이죠 2. 행복한 사람이죠 (Inst.)                                                                                         |
| 22        | "같은 하늘" - 발매일: 2016년 7월 12일                             | 1. 같은 하늘 2. 같은 하늘 (Inst.) |
| 23        | "우리 사랑할까" - 발매일: 2016년 8월 25일                         | 1. 우리 사랑할까 2. 우리 사랑할까 (Inst.)                                                                                             |
| 24        | "나에요" - 발매일: 2016년 10월 17일                               | 1. 나에요 (With. 한경일) 2. 나에요 (With. 한경일) (Inst.)                                                                             |
| 25        | "진심으로 누군가를 사랑해 본 적 있나요" - 발매일: 2016년 11월 4일 | 1. 사랑하는게 겁이 나요 2. 사랑하는게 겁이 나요 (Inst.)                                                                               |
| 26        | "숨어본다" - 발매일: 2016년 12월 7일                              | 1. 숨어본다 2. 숨어본다 (Inst.) |
| 27        | "더는 아파하지마" - 발매일: 2017년 1월 12일                       | 1. 더는 아파하지마 2. 더는 아파하지마 (Inst.)                                                                                         |
| 28        | "수많은 약속도 이별앞에서 모두 거짓말" - 발매일: 2017년 2월 17일  | 1. 수많은 약속도 이별앞에서 모두 거짓말 2. 수많은 약속도 이별앞에서 모두 거짓말 (Inst.)                                               |
| 29        | "다시는 없을 사랑 같아서" - 발매일: 2017년 4월 25일               | 1. 다시는 없을 사랑 같아서 2. 다시는 없을 사랑 같아서 (Inst.)                                                                         |
| 30        | "잠시라도" - 발매일: 2017년 5월 29일                              | 1. 잠시라도 2. 잠시라도 (Inst.) |
| 31        | "혹시 내가 그대를" - 발매일: 2017년 8월 16일                      | 1. 혹시 내가 그대를 2. 혹시 내가 그대를 (Inst.)                                                                                       |
| 32        | "하루도 못가죠" - 발매일: 2017년 9월 15일                         | 1. 하루도 못가죠 2. 하루도 못가죠 (Inst.)                                                                                             |
| 33        | "차라리 모르는 사이라면" - 발매일: 2017년 10월 20일               | 1. 차라리 모르는 사이라면 2. 차라리 모르는 사이라면 (Inst.)                                                                           |
| 34        | "사랑은 시작과 끝날 때" - 발매일: 2017년 11월 21일                | 1. 사랑은 시작과 끝날 때 2. 사랑은 시작과 끝날 때 (Inst.)                                                                             |
| 35        | "옷에 배인 그대 향기" - 발매일: 2018년 1월 28일                   | 1. 옷에 배인 그대 향기 2. 옷에 배인 그대 향기 (Inst.)                                                                                 |
| 36        | "눈물이 나와서" - 발매일: 2018년 2월 28일                         | 1. 눈물이 나와서 2. 눈물이 나와서 (Inst.)                                                                                             |
| 37        | "어떡해야 할지" - 발매일: 2018년 4월 6일                          | 1. 어떡해야 할지 2. 어떡해야 할지 (Inst.)                                                                                             |
| 38        | "이젠 잊을 수 있게" - 발매일: 2018년 5월 8일                      | 1. 이젠 잊을 수 있게 2. 이젠 잊을 수 있게 (Inst.)                                                                                     |
| 39        | "우리 그때로" - 발매일: 2018년 6월 8일                            | 1. 우리 그때로 2. 우리 그때로 (Inst.)                                                                                                 |
| 40        | "우리가 남이 된다는 게" - 발매일: 2018년 7월 13일                 | 1. 우리가 남이 된다는 게 2. 우리 그때로 3. 우리가 남이 된다는 게 (Inst.)                                                              |
| 41        | "아른거려서" - 발매일: 2018년 8월 16일                            | 1. 아른거려서 2. 아른거려서 (Inst.)                                                                                                   |
| 42        | "우리 사랑하는데" - 발매일: 2018년 9월 17일                       | 1. 우리 사랑하는데 2. 아른거려서 (Feat.더브릿지) 3. 우리 사랑하는데 (Inst.)                                                           |
| 43        | "다시 너의 곁에 있기엔" - 발매일: 2018년 10월 20일                | 1. 다시 너의 곁에 있기엔 2. 다시 너의 곁에 있기엔 (Inst.)                                                                             |
| 44        | "널 만나 (행복하길 바랬는데)" - 발매일: 2018년 11월 2일           | 1. 널 만나 (행복하길 바랬는데) (With. 조남매) (Feat. 우은미) 2. 널 만나 (행복하길 바랬는데) (With. 조남매) (Inst.)                    |
| 45        | "사랑을 해본 적이 있나요" - 발매일: 2018년 11월 21일              | 1. 사랑을 해본 적이 있나요 2. 다시 너의 곁에 있기엔 3. 사랑을 해본 적이 있나요 (Inst.)                                                |
| 46        | "여기까지만" - 발매일: 2018년 12월 20일                           | 1. 여기까지만 2. 여기까지만 |
| 47        | "그때 내가" - 발매일: 2019년 2월 8일                              | 1. 그때 내가 (Prod. 조남매) 2. 그때 내가 (Prod. 조남매)                                                                               |

### EP
| 번호 | 앨범정보                                       | 수록곡 |
| ---- | ---------------------------------------------- | --- |
| 1    | "못난 놈이야" - 발매일 : 2011년 1월 21일       | 1. 못난 놈이야 2. 눈내리고 3. 잡아줘요 4. Thank U 5. 못난놈이야 (Inst.) 6. 눈내리고 (lnst.) 7. 잡아줘요 (lnst.) 8. Thank U (lnst.)                   |
| 2    | "My Voice" - 발매일 : 2015년 9월 18일          | 1. 바람에 담겨 날리는 꽃처럼 2. 혼자하는 말 3. 한걸음 다가서면 4. 바라만봐도 행복했잖아 5. 하루가 그대가 없다면 6. 바람에 담겨 날리는 꽃처럼 (lnst.) |
| 3    | "The Love" - 발매일 : 2017년 7월 6일           | 1. 내 사랑만 아파 2. 다시는 없을 사랑 같아서 3. 수많은 약속도 이별앞에서 모두 거짓말 4. 잠시라도 5. 내 사랑만 아파 (Inst.)                           |
| 4    | "매일 똑같은 하루" - 발매일 : 2017년 12월 26일 | 1. 매일 똑같은 하루 2. 사랑은 시작과 끝날 때 3. 차라리 모르는 사이라면 4. 하루도 못가죠 5. 혹시 내가 그대를 6. 매일 똑같은 하루 (Inst.)              |

### 정규 음반
| 번호 | 앨범정보                                   | 수록곡 |
| ---- | ------------------------------------------ | --- |
| 1    | "심장이 아프다" - 발매일 : 2011년 5월 4일  | 1. 아프다 2. 심장이 (Feat. 로빈) 3. 그대여 4. 부탁해 (Acoustic ver.) 5. 한걸음 (희망송) (Feat. 주상빈 Of 티블루) 6. 4월의 아침 7. 못난놈이야 8. 잡아줘요 9. Thank U 10. 눈내리고 11. 아프다 (Inst.) 12. 심장이 (lnst.) 13. 부탁해 (Acoustic ver.) (lnst.) |
| 2    | "시간아 흘러라" - 발매일 : 2016년 9월 22일 | 1. 시간아 흘러라 2. 아프고 아프고 아프다 3. 우리 사랑할까 4. 같은 하늘 5. 괜찮아 오늘도 하는 말 6. 사랑해 이 말하고 싶은데 (Feat. 박살) 7. 생각이 안나요 8. 행복한 사람이죠 9. 일년이 지나가도 10. 시간아 흘러라 (Inst.)                                  |

### O.S.T
| 번호 | 앨범정보                                                     | 수록곡                                                                  |
| ---- | ------------------------------------------------------------ | ----------------------------------------------------------------------- |
| 1    | "사랑과 전쟁 2 Part.3" - 발매일 : 2012년 9월 14일            | 1. 사랑아 미안하다 2. 사랑아 미안하다 (Inst.)                           |
| 2    | "달콤한 비밀 Part.12" - 발매일 : 2015년 3월 19일             | 1. 많이 보고 싶어 2. 많이 보고 싶어 (Inst.)                             |
| 3    | "그래도 푸르른 날에 Part.3" - 발매일 : 2015년 5월 28일       | 1. 고마워요 그대있어서 2. 고마워요 그대있어서 (Inst.)                   |
| 4    | "다 잘될 거야 Part.4" - 발매일 : 2015년 11월 12일            | 1. 해줘요 2. 해줘요 (Inst.)                                             |
| 5    | "별이 되어 빛나리 Part.8" - 발매일 : 2016년 1월 13일         | 1. 그저 안녕 2. 그저 안녕 (Inst.)                                       |
| 6    | "다시 시작해 Part.5" - 발매일 : 2016년 6월 23일              | 1. 그대를 만나려고 2. 그대를 만나려고 (Inst.)                           |
| 7    | "좋은 사람 Part.13" - 발매일 : 2016년 8월 5일                | 1. 부르고 불러도 2. 부르고 불러도 (Inst.)                               |
| 8    | "저 하늘에 태양이 Part.2" - 발매일 : 2016년 11월 10일        | 1. 내안의 그대 2. 내안의 그대 (Inst.)                                   |
| 9    | "빛나라 은수 Part.9" - 발매일 : 2017년 1월 23일              | 1. 그게 바로 너야 2. 그게 바로 너야 (Inst.)                             |
| 10   | "아버님 제가 모실게요 Part.16" - 발매일 : 2017년 2월 25일    | 1. 오늘은 유난히 더 보고 싶어요 2. 오늘은 유난히 더 보고 싶어요 (Inst.) |
| 11   | "훈장 오순남 Part.5" - 발매일 : 2017년 5월 22일              | 1. 죽을만큼 2. 죽을만큼 (Inst.)                                         |
| 12   | "꽃 피어라 달순아! Part.4" - 발매일 : 2017년 9월 8일         | 1. 언젠가 돌아올 거라 믿어요 2. 언젠가 돌아올 거라 믿어요 (Inst.)       |
| 13   | "무궁화 꽃이 피었습니다 Part.19" - 발매일 : 2017년 10월 20일 | 1. 차라리 모르는 사이라면 2. 차라리 모르는 사이라면 (Inst.)             |
| 14   | "미워도 사랑해 Part.9" - 발매일 : 2018년 1월 11일            | 1. 내가 그리던 그날 2. 내가 그리던 그날 (Inst.)                         |
| 15   | "인형의 집 Part.8" - 발매일 : 2018년 4월 27일                | 1. 너의 소식 2. 너의 소식 (Inst.)                                       |
| 16   | "내일도 맑음 Part.8" - 발매일 : 2018년 7월 1일               | 1. 너와의 기억 2. 너와의 기억 (Inst.)                                   |
| 17   | "끝까지 사랑 Part.9" - 발매일 : 2018년 8월 30일              | 1. 잊어볼게요 2. 잊어볼게요 (Inst.)                                     |
| 18   | "차달래 부인의 사랑 Part.13" - 발매일 : 2018년 12월 11일     | 1. 더는 안되는가요 2. 더는 안되는가요 (Inst.)                           |

### 참여 음반
| 번호 | 앨범정보                                        | 수록곡                   |
| ---- | ----------------------------------------------- | ------------------------ |
| 1    | "건전언어 캠페인 송" - 발매일 : 2011년 9월 21일 | 1. 너의 입술 2. 생각해봐 |

- 2011년 Polaris 이정민 1집 《언젠간....》언젠간 피쳐링 참여.
- 2012년 써드 스토리 EP 《The Star》부탁해 피쳐링 참여.
- 2012년 송지 EP 《I'm Song G》 참 잘했어요 피쳐링 참여.
- 2012년 이중성 EP 《Dancing King》댄스가수 이중성 피쳐링 참여.

## 뮤직비디오
- 2010년 디지털 싱글 1집 <부탁해>
- 2010년 디지털 싱글 2집 <잡아줘요>
- 2010년 디지털 싱글 2집 <Thank U>
- 2010년 미니 앨범 1집 <못난 놈이야>
- 2010년 미니 앨범 1집 <눈내리고>
- 2011년 정규 앨범 1집 <아프다>
- 2011년 정규 앨범 1집 <심장>
- 2012년 디지털 싱글 8집 <언제나 한곁 같은 사람>
- 2016년 OST 앨범 5집 <그저 안녕>

## 방송활동
- 2009년 Mnet《슈퍼스타K 1》
- 2010년 Mnet《슈퍼스타K 2》